# Joe Stump
Joe Stump (ur. 18 września 1960) – amerykański gitarzysta i kompozytor. Wydał albumy razem z zespołem Reign Of Terror, jak również albumy solowe. Nagrał również kilka lekcji gitarowych dostępnych na DVD. Jego styl to połączenie stylów takich gitarzystów jak : Yngwie Malmsteen, Michael Shenker, Uli Jon Roth i Ritchie Blackmore. Prowadzi lekcje gry na gitarze na uniwersytecie Berklee School of Music. Od 2019 jest członkiem zespołu Alcatrazz.

## Dyskografia
Albumy solowe
- Guitar Dominance! (1993)
- Night Of The Living Shred (1994)
- Supersonic Shred Machine (1996)
- Rapid Fire Rondo (1998)
- 2001: A Shred Odyssey (2001)
- Guitar Master (2002)
- Armed And Ready (2003)
- Speed Metal Messiah (2004)
- Virtuostic Vendetta (2009)

Reign Of Terror
- Light In The Sky (1996)
- Second Coming (1999)
- Sacred Ground (2001)
- Conquer & Divide (2003)

Alcatrazz
- Born Innocent (2020)